# Take a Look Around (Limp Bizkit)
Take a Look Around è un singolo del gruppo musicale statunitense Limp Bizkit, estratto dal loro terzo album in studio, Chocolate Starfish and the Hot Dog Flavored Water (2000), e riprende la famosa colonna sonora della serie televisiva Missione Impossibile.

## Descrizione
Il testo della canzone è una critica diretta nei confronti di alcuni ascoltatori, considerati dagli interpreti incapaci di comprendere la loro formula musicale.

## Versioni
È stata estratta come singolo nell'estate del 2000, ed era già compresa nella colonna sonora di Mission: Impossible 2. Esistono due versioni del CD singolo, "Take A Look Around: Part 1" e "Take A Look Around: Part 2", che differiscono per tracce e colore della copertina (la prima è argentata, la seconda dorata).

## Accoglienza
Nel 2022 le riviste Metal Hammer e Kerrang! hanno inserito Take a Look Around nella lista delle dieci migliori canzoni dei Limp Bizkit, rispettivamente in sesta e quarta posizione.

## Tracce

### Part 1
1. Take a Look Around (album version)
2. Faith (album version)
3. Break Stuff (cd-rom video)

### Part 2
1. Take a Look Around (radio edit)
2. N 2 Gether Now (Live Family Values '99)
3. Nookie (Live Family Values '99)
4. N 2 Gether Now (multimedia track)

## Video musicale
Il video mostra il gruppo che lavora sotto copertura in un locale, per sottrarre un disco ad alcuni agenti segreti. Mentre stanno per portare a termine la missione ricevono l'ordine di fermarsi, e gli agenti se ne vanno. I Bizkit vengono poi cacciati dal locale, e il telefono prima usato da Fred Durst esplode. Si vede anche il gruppo che esegue la canzone di fronte al locale.

## Formazione
- Fred Durst - voce
- Wes Borland - chitarra
- Sam Rivers - basso
- John Otto - batteria
- DJ Lethal - giradischi